# Như Quỳnh
Lê Lâm Quỳnh Như (Artiestennaam:Như Quỳnh) (Đông Hà, Quảng Trị, 9 september 1970) is een zangeres uit Vietnam.

## Levensloop
Như Quỳnh emigreerde op jonge leeftijd met haar ouders naar de Verenigde Staten, alwaar ze in Californië woont. Zij is een van de populairste Vietnamese zangeressen in het buitenland. In de Verenigde Staten speelde ze mee met de shows van Paris by Night, later van ASIA. Tegenwoordig zingt ze weer bij Paris by Night.

## Discografie

### Soloalbums
- Duyên Phận
- The Best Of Như Quỳnh 2 - Áo Hoa
- The Best Of Như Quỳnh
- Khúc Ca Ðồng Tháp
- Tơ Tằm
- Tình Ơi...Có Hay!
- Người Thương Kẻ Nhớ
- Nhớ Em Lý Bông Mai
- Yêu Tiếng Hát Ngày Xưa
- Tình Yêu Vỗ Cánh
- Chuyện Hoa Sim
- Rừng Lá Thay Chưa
- Chuyện Tình Hoa Trắng
- Mưa Buồn
- Một Ðời Tìm Nhau
- Em Vẫn Hoài Yêu Anh
- Vòng Tay Giữ Trọn Ân Tình

- International Standard Name Identifier: 0000 0003 7253 1743
- Library of Congress Control Number: no2013005534
- MusicBrainz: e5260a42-1cea-4969-9c93-e611f0a2a53e
- Virtual International Authority File: 294929166
- WorldCat: E39PBJcBY6bvhbfcb93cqDyGHC